# Amadina rudouchá
Amadina rudouchá (Stagonopleura oculata) je druh malého pěvce z čeledi astrildovitých. Tento z větší části hnědý pták obývá pouze zalesněné mokřady jihozápadní Austrálie. Samci i samice jsou si vzhledově podobní a vytváří monogamní páry. Ačkoliv je jejich populace nepříznivě ovlivňována lidskou aktivitou, je stabilní a dle Mezinárodního svazu ochrany přírody je tento druh klasifikován jako málo dotčený (LC).
Na rozdíl od blízkých příbuzných amadin diamantových (Stagonopleura guttata) se tento druh běžně nechová v zajetí. Důvodem je samotářská povaha těchto ptáků, která značně ztěžuje chov. Vyžadují totiž propracované a rozsáhlé voliéry, které by simulovaly jejich přirozený biotop.

## Taxonomie

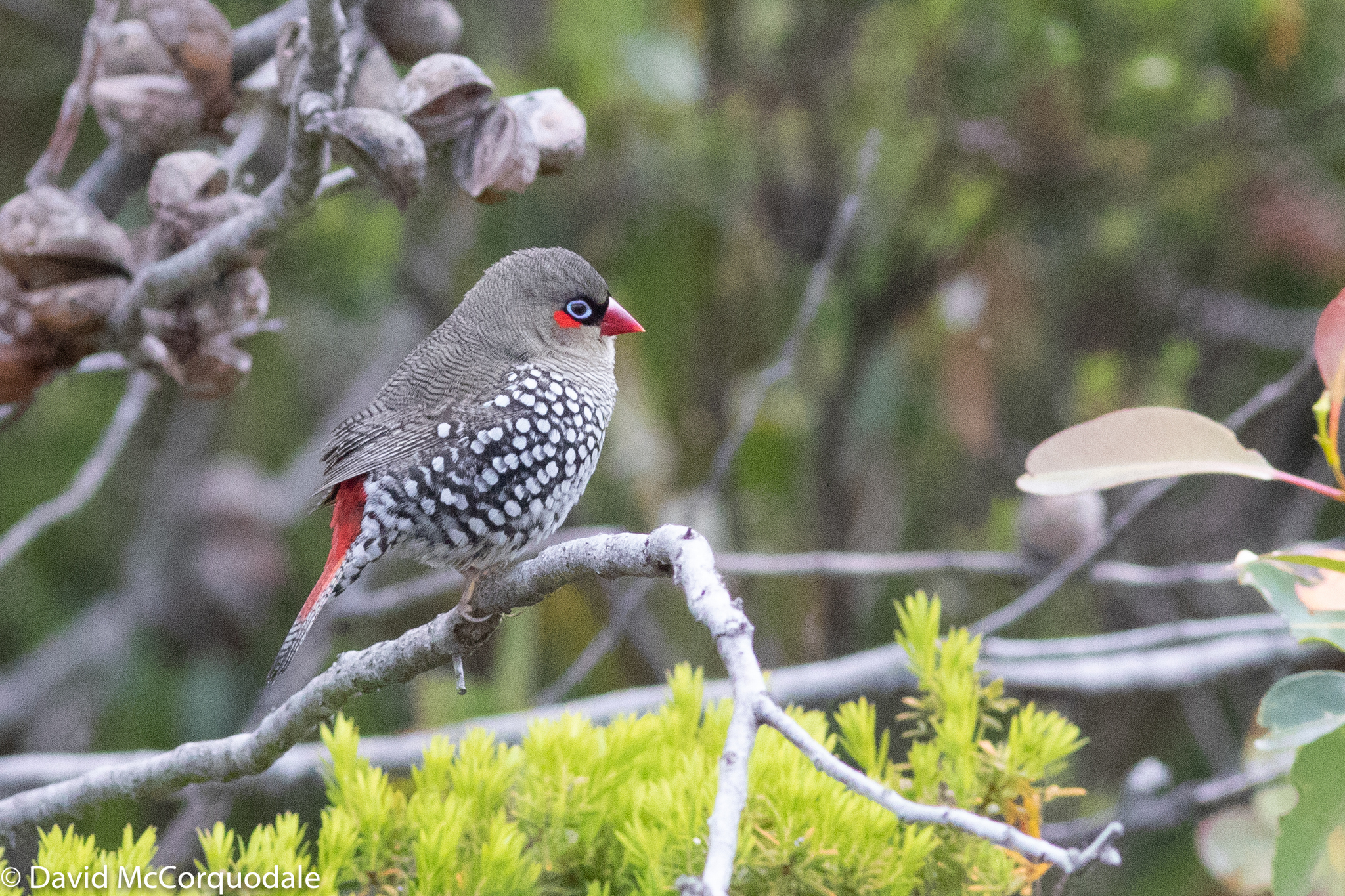

Tento druh byl poprvé popsán dvojící francouzských zoologů J. R. C. Quoyen a J. P. Gaimardem roku 1830. V knize Voyage de la corvette l'Astrolabe amadinu rudouchou uvedli pod binomickým názvem Fringilla oculata, čímž ji zařadili mezi pěnkavy (Fringilla). Popis byl založen na jednom exempláři z oblasti nedaleko města Albany v Západní Austrálii.
O osm let později se do Austrálie vypravil i anglický ornitolog John Gould a po mnoha letech práce pak vydal své díle o více než šesti stech druzích The Birds of Australia (1848). Jedním z těchto druhů byla i amadina rudouchá, ovšem uvedená jako Estrelda oculea. V následné revizi této knihy, pojmenované Handbook of the Birds of Australia (1865), můžeme amadinu najít pod označením Zonæginthus oculeus.
Později byla amadina uváděna i pod názvem Emblema oculata, než bylo roku 2006 navrženo nové zařazení do rodu Stagonopleura společně s příbuznou amadinou vlnkovanou (Stagonopleura bella). Příbuznost těchto dvou druhů naznačoval již Gould v Birds of Australia.
Druhový název oculea/oculus/oculata vychází z latinského označení pro oko a zachoval se až do současného názvu. Okazuje na kulaté skvrny na spodině těla, které z dálky mohou připomínat oči.
Amadina rudouchá nemá žádné poddruhy, nicméně mezi jednotlivými populacemi se vyskytují drobné rozdíly ve vzhledu. Například izolovaná populace v oblasti souostroví Recherche je významně světlejší než ostatní zástupci. Jedinci z okolí města Ravensthorpe mají zase růžové špičky per na prsou.

## Popis

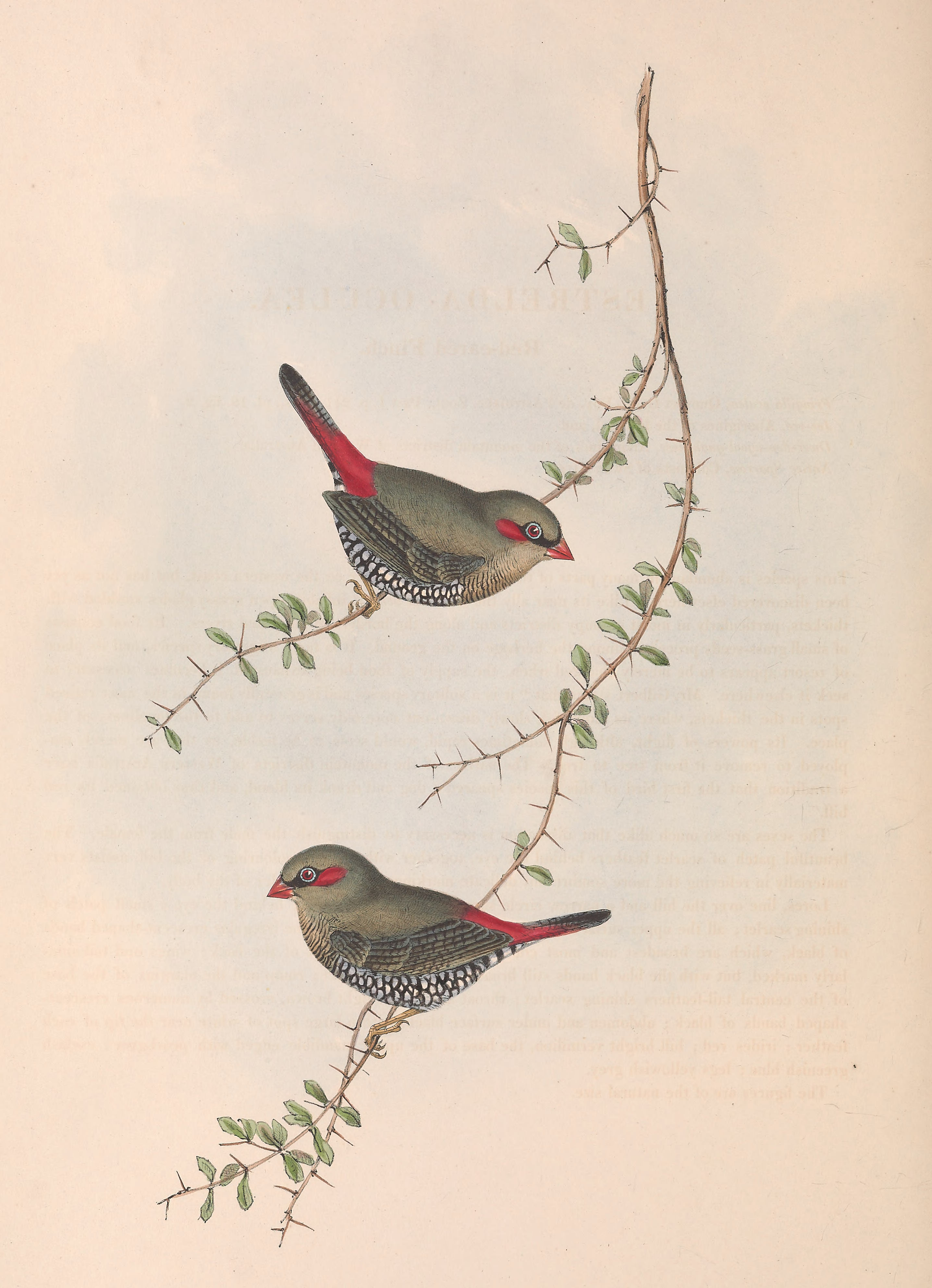
Kresba amadin rudouchých v Gouldově knize Birds of Australia

Tito drobní pěvci jsou výrazní především černou maskou, skvrnitým břichem a purpurově zbarvenou páskou u očí a na ocasních perech. Pohlavní dimorfismus není patrný, pouze během období hnízdění se purpurové skvrny samců vybarví trochu výrazněji.. Záda, hrdlo i šíje amadin rudouchých jsou zbarveny hnědě, s černobílým tečkovaným břichem a spodinou ocasu. Duhovka je červená až tmavě hnědá a okolo očí mají světle modrý pruh. Nohy tmavě hnědé, mohou být až tmavě růžově.
Na délku měří dospělci v průměru 125 mm. Váha samců se pohybuje mezi 11,4 a 16 g, u samic je to o něco méně: 12,5 – 13,6 g.
Mladí jedinci vzhledem připomínají dospělce, až na chybějící purpurovou pásku u očí a skvrnité břicho. Také mají hnědý až černý zobák místo červeného. Při pozorování jedinců chovaných v zajetí se první objevily skvrny na bocích, které se postupně rozšiřovaly. Jako poslední se objevila červená páska. Dospěleckého opeření tak mladí dosáhnou do zhruba čtyř měsíců věku, v závislosti na tom, zda se vylíhli na začátku nebo spíše konci období rozmnožování (v případě pozdějšího vylíhnutí trvá vybarvení déle).
Vejce amadin rudouchých jsou čistě bíla, bez lesku a s rozměry průměrně 16.6 mm × 12.4 mm.
Vzhledem mohou vzdáleně připomínat astrildy rudobrvé (Neochmia temporalis).

## Výskyt
Amadiny rudouché jsou endemity jihozápadní Austrálie. V minulosti byl jejich areál výskytu větší, populace se nacházely až u města Perth, ke konci 21. století se ztenčily i počty v národním parku Fitzgerald River, především směrem k vnitrozemí.
Vyhledávají hustě zalesněné mokřiny, bažiny a blahovičníkové lesy v blízkosti vody. Oblíbeným útočištěm bývají lesy s blahovčníky vroubenými (Eucalyptus marginata) a dalšími myrtotvarými: Eucalyptus diversicolor a Corymbia calophylla.
Hustota populace se zvyšuje směrem k pobřeží.
Amadiny rudouché běžně nemigrují a drží se svého stálého teritoria. Pouze mladí jedinci občas „zabloudí“ mimo typickou oblast výskytu.

## Chování

### Společenské chování
Amadiny rudouché jsou samotářští a nenápadní pěvci, kteří se často schovávají v hustých porostech, ve volné přírodě je tedy lze pozorovat jen stěží. I jejich vokální projevy jsou tiché a lze je slyšet jen z bezprostřední blízkosti. Na rozdíl od jiných astrildovitých netvoří ve svém přirozeném prostředí dlouhodobě žádné skupinky větší než pár. Pouze pokud se kříží teritoria párů, mohou se občasně setkávat. Tato teritoria mívají zhruba sto až dvě stě metrů napříč. Amadiny rudouché se neprojevují teritoriálně, pokud nedochází k přímému kontaktu „cizího“ s hnízdem.
Nicméně mimo přirozený habitat se jejich chování může měnit a v parcích nebo zahradách tak jsou amadiny pozorovány s jinými ptáky při krmení. Bývají to například modropláštníci modrofialoví (Malurus splendens) nebo rosely žlutolící (Platycercus icterotis). Zaznamenány byly i interakce s neofémami skalními (Neophema petrophila).

### Rozmnožování
K vytvoření páru dochází během prvního roku a tvrdá po celý život. Období hnízdění je od října do listopadu, výjimečně až do ledna. Samec vybere místo vhodné pro stavbu hnízda a začne přes samicí poskakovat se stébly trávy. Samice může s vybraným místem souhlasit a zůstat nebo odejde pryč a samec tak začne vybírat nanovo.
Staví si kulovitá hnízda pečlivě utkaná ze stébel trávy, úzký a dlouhý vchod většinou směřuje k zemi. Velikost na výšku je 160–195 mm, na šířku 120–104 mm a celková délka je pohybuje od 220 do 320 mm. Vnitřek je vystlaný peřím nebo měkkou trávou. Do hnízda pak samice naklade čtyři až šest vajec. V zahřívání se střída se samcem a po zhruba čtrnácti dnech se líhnout holá a slepá ptáčata, která následně několik týdnů krmí, než opustí hnízdo.

### Potrava
Živ se hlavně semínky různých rostlin, .převážně travin. Oblíbené jsou pro ně rostliny z čeledi šáchorovitých, konkrétně druh Lepidosperma squamatum.
Pro potravu běžně nelétají až na zem, krmí se z nižších větvích nebo popadaných kmenů.

## Status ochrany
Amadiny rudouché byly v průběhu 20. století na seznamu ohrožených druhů. Důvodem bylo kácení jejich přirozeného biotopu a jeho nahrazení bauxitovými doly nebo borovicovými plantážemi určenými k další těžbě. Ačkoliv je stále ohrožuje kácení stromů, především blahovičníků (Eucalyptus), dle Mezinárodního svazu ochrany přírody (IUCN) se jejich typické návyky se změnami v prostředí nijak drasticky nemění a jejich populace je stabilní. Od roku 2016 proto mají status málo dotčeného druhu.